# Rossosz (Biała Podlaska)
Pour les articles homonymes, voir Rossosz.
Rossosz (prononciation : [ˈrɔsːɔʂ]) est un village polonais de la gmina de Rossosz dans le powiat de Biała Podlaska de la voïvodie de Lublin dans l'est de la Pologne.
Le village est le siège administratif (chef-lieu) de la gmina appelée gmina de Rossosz.
Il se situe à environ 25 kilomètres au sud de Biała Podlaska (siège du powiat) et 110 kilomètres au nord-est de Lublin (capitale de la voïvodie).
Le village compte approximativement une population de 1 000 habitants

## Histoire
En 1815 - 1915, Rossosz appartenait au Royaume du Congrès sous tutelle russe, et pendant l'Insurrection de Janvier, une escarmouche entre les Russes et les rebelles polonais a eu lieu ici. Rossi a perdu son statut de ville en 1870.
De 1975 à 1998, le village est attaché administrativement à la voïvodie de Biała Podlaska.

Depuis 1999, il fait partie de la voïvodie de Lublin.